# Poeciloscarta cinctovittata
Poeciloscarta cinctovittata är en insektsart som beskrevs av Carl Stål 1855. Poeciloscarta cinctovittata ingår i släktet Poeciloscarta och familjen dvärgstritar. Inga underarter finns listade i Catalogue of Life.